# Walla!
Walla!（希伯來語：‎）是一家以色列互联网公司，总部位于特拉维夫，原本是Bezeq的子公司，2020年Walla!被耶路撒冷邮报全资收購。Walla! 旗下的门户网站提供新闻、搜索（由Google搜索提供技術支持）和电子邮件等產品。根據Alexa Internet統計的網站流量數據，截至2022年1月，Walla! 門戶網站是以色列排名前9的网站。  Walla! 旗下的另一個在线新闻媒体Walla! News也是以色列主要新闻网站之一。Walla! 旗下的新聞網站被指控報道時偏袒本杰明·内塔尼亚胡。 